# 1880
| 1880                                          |
| --------------------------------------------- |
| Dødsfald - Fødsler                            |
| • Begivenheder • Litteratur • Politik • Sport |

| Gregoriansk kalender | 1880 MDCCCLXXX          |
| Ab urbe condita      | 2633                    |
| Armensk kalender     | 1329 ԹՎ ՌՅԻԹ            |
| Kinesiske kalender   | 4576 – 4577 己卯 – 庚辰 |
| Etiopisk kalender    | 1872 – 1873             |
| Jødisk kalender      | 5640 – 5641             |
| Hindukalendere       |                         |
| - Vikram Samvat      | 1935 – 1936             |
| - Shaka Samvat       | 1802 – 1803             |
| - Kali Yuga          | 4981 – 4982             |
| Iransk kalender      | 1258 – 1259             |
| Islamisk kalender    | 1297 – 1298             |

Konge i Danmark: Christian 9. 1863-1906
Se også 1880 (tal)

## Begivenheder

### Februar
- 1. februar – Folketælling i Kongeriget Danmark samt på Færøerne

### Marts
- 31. marts - historiens første elektriske gadebelysning tændes i byen Wabash i Indiana, USA

### August
- 14. august - byggeriet af domkirken i Köln, Kölner Dom, der blev påbegyndt i 1248, afsluttes

### September
- 26. september – Aarhus Gymnastikforening holder stiftende generalforsamling i Århus

### Oktober
- 1. oktober - fremstilling af elektriske pærer påbegyndes i "The Edison Lamp Works" i New Jersey
- 3. oktober - Uheldet i Fredericia Færgehavn
- 30. oktober - Danmark sætter kulderekord i oktober med -11,9 °C målt i Thy

### December
- 30. december - Transvaal bliver en republik med Paul Kruger som landets første præsident

## Født
- 6. januar – Tom Mix, amerikansk skuespiller (død 1940).
- 11. januar – Rudolph Palm, curaçao født komponist (død 1950).
- 17. januar – Mack Sennett, canadisk filminstruktør (død 1960).
- 18. januar – Paul Ehrenfest, østrigsk-hollandsk fysiker (død 1933).
- 26. januar – Douglas MacArthur, amerikansk general. (død 1964).
- 29. januar - W.C. Fields, amerikansk komiker. (død 1946).
- 10. maj – Ferdinand Salling, dansk købmand. (død 1953).
- 27. juni – Helen Keller, amerikansk forfatter (død 1968).
- 22. september - Christabel Pankhurst, engelsk suffragette (død 1958).
- 19. oktober – Albert Dam, dansk forfatter.(død 1972)
- 6. november – Robert Musil, østrigsk forfatter (Manden uden egenskaber).(død 1942)
- 8. december - Johannes Aavik, estisk sprogforsker og forfatter (død 1973).
- 23. december - Ejnar Mikkelsen, dansk forfatter og polarforsker (død 1971)
- 31. december – George Catlett Marshall, amerikansk general og statsmand, der som udenrigsminister lægger navn til Marshall-planen for hjælp til genopbygning af Europa efter anden verdenskrig. Marshall modtager Nobels fredspris i 1953 og dør i 1959.

## Dødsfald
- – Nicolas-Auguste Galimard, fransk historiker, portræt- og landskabsmaler. (født 1813).
- 5. oktober – Jacques Offenbach, tysk-fransk komponist. (født 1819).
- 22. november - James Craig Watson, canadisk-amerikansk astronom. (født 1838).
- 22. december – George Eliot, engelsk forfatter. (Pseudonym for Mary Ann Evans). 61 år.